# Leopold Querol i Roso

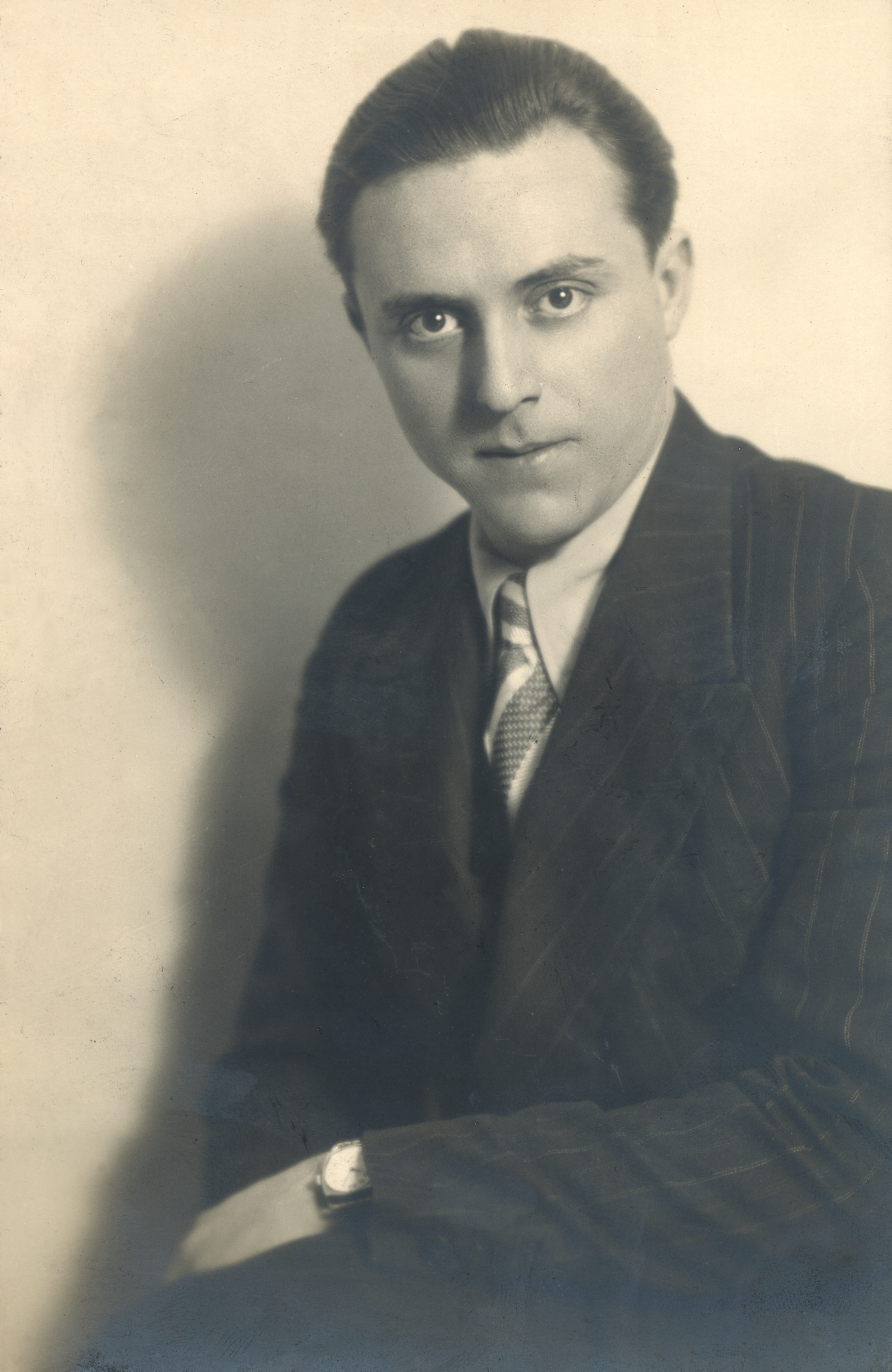
Leopoldo Querol

Leopold Querol i Roso (* 15. November 1899 in Vinaròs; † 26. August 1985 in Benicàssim) war ein valencianischer Pianist, Komponist und Musikwissenschaftler.

## Leben und Werk
Leopold Querol absolvierte sein Musikstudium an den Konservatorien von Murcia und Valencia. Zusätzlich studierte er Philosophie und Literatur an der Universität von Valencia, wo er 1929 über das Cancionero de Uppsala (sic!), ein spanisches Liederbuch der Renaissance, promovierte. Seine Forschungen zu dem franko-flämischen Komponisten und Musiktheoretiker Johannes Tinctoris führten ihn auf der Basis eines Stipendiums zunächst nach Bologna und später nach Paris. Hier perfektionierte er sein Klavierspiel bei Ricard Viñes.
Er wirkte als Klavierlehrer am Konservatorium von Madrid. Als Pianist entwickelte er eine internationale Karriere und trat häufig in Valencia und Barcelona in Konzerten auf.
Er ist Autor folgender Werke: La poesía del cancionero de Uppsala (1927), Las obras teóricas de Juan Tinctoris, según el manuscrito de la universidad de Valencia (1965) und zahlreicher Artikel zur Musikgeschichte.
Von seinen Kompositionen müssen das Preludium in b Moll und die Danza valenciana hervorgehoben werden.